# Basileuterus griseiceps
Basileuterus griseiceps е вид птица от семейство Parulidae. Видът е застрашен от изчезване.

## Разпространение
Видът е разпространен във Венецуела.